# Добрыня (воевода)
Добры́ня — воевода великого князя киевского Владимира Святославича, брат его матери Малуши, по некоторым указаниям, сын Малка Любечанина. Возможно, прототип богатыря Добрыни Никитича.

## Биография
Место рождения неизвестно. Возможно, что родина Малковичей находилась на Волыни и к владениям Мала принадлежала группа из нескольких сёл, расположенных в 22 км юго-западнее Владимира-Волынского, — Низкиничи, Будятичи и Калусов (ныне Гряды). Знакомое Длугошу название села Нискиничи (от Малый/Ниский) побудило его назвать древлянского князя Мала Нискиней. С этим населённым пунктом связывают и былинное отчество брата Малуши, известного как Добрыня Никитич (Низкинич). Соседнее село Будятичи связывается с Будятиной весью, куда (во владения Малка, на родину) Ольга отправила мать Владимира Святославича Малушу. От названия соседнего владения — села Калусова — Мал получил известное С. Герберштейну и М. Стрийковскому прозвище Káluſczá Malec (Калюсча Малец), искажённое (через схожее написание ſ (s-длинного) и f) в Kálufczá. Имя Добрыни, известного также как Резанович, связывается с известным волынским родом Резановичей, которым в XV в. принадлежало село Будятичи (Будятина весь).
Когда в 970 году великий князь киевский Святослав Игоревич разделил Русь между двумя старшими сыновьями, новгородские послы, по указанию Добрыни, выпросили к себе Владимира, который и поехал в Новгород с дядей своим.
Отправляясь в 978 году из Новгорода в Киев с намерением вырвать власть из рук старшего брата, Владимир руководим был Добрыней, который хотел отнять у Ярополка и невесту последнего, Рогнеду, дочь полоцкого владетеля — варяга Рогволода, чтобы выдать её за Владимира. Ответ Рогнеды: «Не хочу я за робичича», сильно оскорбил Добрыню, сестру которого назвали рабыней, и после победы, одержанной над Рогволодом, он, по замечанию летописи, приказал племяннику «быть с ней (Рогнедой) перед отцом её и матерью». То есть по призыву Добрыни Владимир изнасиловал Рогнеду на глазах её родителей, после чего убил её отца и двух братьев. Когда в 980 году после гибели Ярополка Святославича его младший брат Владимир стал великим князем киевским, то он принудительно взял в жёны Рогнеду.
Сделавшись единственным властителем Руси, Владимир поставил посадником в Новгороде Добрыню, который, по примеру племянника, поставил там в Перыни у берега Волхова, истукан Перуна. Отсюда, в 985 году, он ходил вместе с Владимиром войной на богатую Волжскую Булгарию. Мир с булгарами заключён был по совету Добрыни, который говорил, что такой богатый народ, носящий сапоги, не будет платить дань, и советовал поискать лучше лапотников.
Участие Добрыни в крещении Новгорода некоторыми исследователями признаётся достоверным, но известия летописей неопределённы и сбивчивы, а подробности эпизода, передаваемые Василием Татищевым со слов так называемой Иоакимовской летописи, основаны, предположительно, на старинной новгородской поговорке: «Путята крести мечом, а Добрыня огнём». Согласно этим известиям, жрец Богомил по прозвищу Соловей возмущал своих сограждан-новгородцев против новой, христианской веры и был побеждён посадником Воробьём Стояновичем.
В аристократическом районе Новгорода в течение многих веков существовала Добрынина улица. У Добрыни был сын Коснятин (Константин), который спустя некоторое время стал новгородским посадником и воеводой.

## Семья и потомки
По Д. Прозоровскому и Шахматову (сведения о своих предках дали авторам Начального свода Вышата и Ян Вышатич)
1. Малк Любечанин
  1. Малуша
  2. Добрыня
    1. Константин Добрынич
      1. Остромир + Феофана
        1. Вышата
          1. Путята Вышатич
          2. Ян Вышатич + Мария
            1.  преп. Варлаам

## Образ в литературе и кино
- «Когда пал Херсонес». Роман Антонина Ладинского (1959).
- «Сага древних булгар. Сказание Ольги Святой», (Россия, 2004), режиссёр Булат Мансуров. В роли Добрыни — Леонид Куравлёв
- «Сага древних булгар. Лествица Владимира Красное Солнышко» (Россия, 2004), режиссёр Булат Мансуров. В роли Добрыни — Леонид Куравлёв
- «Князь Владимир» (мультфильм, 2006) — роль Добрыни озвучивает Дмитрий Назаров.